# Hubert Parotte
Hubert Parotte (Verviers, 16 juli 1922 - aldaar, 1 februari 1978) was een Belgisch senator en burgemeester.

## Levensloop
Na zijn lagere en middelbare studies trad Parotte op zijn zestiende in het beroepsleven, eerst als leerling-chocolatier en daarna als grondwerker bij de watermaatschappij van Verviers. Na het uitbreken van de Tweede Wereldoorlog werd hij in 1939 gemobiliseerd en in mei 1940 streed hij mee in de Achttiendaagse Veldtocht. Na de Bevrijding engageerde hij zich als oorlogsvrijwilliger. 
Na de Duitse nederlaag en de demobilisatie hervatte Parotte zijn werk als gemeentearbeider en werd hij actief binnen de socialistische PSB en de vakcentrale CGSP. Hij werd gekozen tot lokaal en later arrondissementieel vakbondsafgevaardigde en zetelde zelfs in het nationaal comité van de CGSP.
In 1953 werd hij door zijn vakcentrale geselecteerd om een opleiding tot maatschappelijk assistent te volgen aan de Arbeidershogeschool in Brussel, die hij in twee jaar voltooide. Vervolgens werkte Parotte nog zes maanden als gemeentearbeider, waarna hij door de socialistische militanten in 1956 werd gekozen tot bestendig secretaris van de PSB-federatie van het arrondissement Verviers. Hij vervulde de functie dertien jaar lang en leidde daarna nog drie jaar een sociale huisvestingsmaatschappij.
Parotte stortte zich eveneens in de politiek en werd in oktober 1958 verkozen tot gemeenteraadslid van Verviers. Van 1965 tot 1976 was hij er schepen, eerst van 1965 tot 1970 bevoegd voor Sociale Zaken en van 1971 tot 1976 fungeerde hij als eerste schepen, met Gezin en Huisvesting als bevoegdheden. Na de fusies werd hij in januari 1977 burgemeester van de stad, de eerste in dertig jaar, maar hij werd na korte tijd, in februari 1978, door ziekte geveld.
Tijdens de winter 1960-1961 nam hij actief deel aan de stakingen tegen de Eenheidswet en werd zelfs een paar weken in voorlopige hechtenis genomen.
In november 1971 werd Parotte voor het arrondissement Verviers verkozen in de Senaat. Hij bleef rechtstreeks gekozen senator tot aan zijn overlijden in februari 1978. Door het toen bestaande dubbelmandaat zetelde hij van 1971 tot 1978 ook in de Cultuurraad voor de Franse Cultuurgemeenschap en van 1974 tot 1977 in de voorlopige Waalse Gewestraad.